# Islámský modernismus
Islámský modernismus neboli modernistický salafismus, je hnutí které usiluje o soulad islámské víry s moderními západními hodnotami jako je nacionalismus, demokracie, občanská práva, racionalita, rovnost a pokrok. Obsahuje kritickou reexaminaci klasických koncepcí a metod jurisprudence a nový přístup k islámské teologii a exegezi koránu. Poprvé se objevil v podobě jednotlivých hnutí v polovině 19. století jako reakce na výzvy doby, zejména náporu západní cívilizace a kolonialismu v muslimském světě. Mezi zakladatele patří Muhammad Abdo z univerzity Al-Azhar, Džamáluddín Afghání a Muhammad Rašíd Ridá.